# NGC 6283
NGC 6283 is een spiraalvormig sterrenstelsel in het sterrenbeeld Hercules. Het hemelobject werd op 13 april 1788 ontdekt door de Duits-Britse astronoom William Herschel.

## Synoniemen
- UGC 10652
- MCG 8-31-18
- ZWG 252.14
- IRAS 16581+4959
- PGC 59386